# Lubencjusz z Kobern
Lubencjusz z Kobern (niem. Lubentius, ur. ok. 300, zm. ok. 370 w Kobern) – święty Kościoła katolickiego, uczeń Marcina z Tours, później pomocnik biskupa Trewiru Maksymina, który udzielił mu święceń kapłańskich. Po święceniach Lubencjusz osiadł w Kobern nad Mozelą, gdzie zmarł około 370 roku.
XII wieczny dokument „Gesta Treverorum” wspomina o ewangelizacji przez Lubencjusza terenów wokół rzeki Lahn i budowie w związku z tym kościoła w Dietkirchen. Informacje te jednak oparte są na legendzie.

Kiedy po śmierci Lubencjusza chciano pochować jego złożone w sarkofagu ciało, okazało się, że nie można go unieść ani nawet poruszyć. Była to kara boska za nieprzestrzeganie nauk głoszonych przez Lubencjusza. Strwożeni mieszkańcy wezwali biskupów z Trewiru i Kolonii, ale i oni nie potrafili przenieść unieruchomionego sarkofagu. W końcu ustalono, że jedynie „sąd boży” może zdecydować, co stanie się z ciałem duchownego. W tamtych czasach wierzono, że bieg wody wskazuje w sposób niezakłócony wszelki kierunek. Kiedy to postanowiono, trumna „pozwoliła się” podnieść. Zaniesiono więc trumnę nad brzeg Mozeli i puszczono z prądem rzeki. Łódka z trumną podryfowała w dół rzeki do ujścia Mozeli do Renu, ale skręciła i popłynęła pod prąd przez Ren, po czym wpłynęła pod prąd do Lahnu, gdzie ostatecznie przybiła do skalnego brzegu. Dokładnie w tym miejscu wybudowano kościół i złożono w nim ciało Lubencjusza.

Ciało Lubencjusza złożone zostało przed 841 rokiem w kościele pod wezwaniem św. Lubencjusza i Juliany w Dietkierchen.

## Kult
Patron żeglarzy na rzece Lahn.

## Ikonografia
Przedstawiany w stroju biskupa. Jego atrybutem jest: mitra, pastorał, krzyż, księga, łódź.